# Eudonia isophaea
Eudonia isophaea là một loài bướm đêm trong họ Crambidae.